# Heimebane
Heimebane (traduïda a l'anglès com Home Ground) és una sèrie dramàtica noruega que es va estrenar al canal NRK1 el 4 de març de 2018. La sèrie té com a protagonista a Helena Mikkelsen, la primera dona entrenadora de futbol masculí a la primera divisió noruega, amb l'equip fictici "Varg IL". S'ha subtitulat al català.
La sèrie va guanyar cinc premis a la Gullruten 2018: millor sèrie dramàtica, millor actriu Ane Dahl Torp (Helena Mikkelsen), millor actor Axel Bøyum (Adrian Austnes), millor guió (Johan Dejuni) i millor disseny de so (Renate Bakke, Magnus Thorkildsen i Jan Dalehaug). La sèrie va ser, a més, nominada al millor director de televisió de drama (Arild Andersen).

## Personatges i actors
| Actors               | Personatge        | Rol                                |
| -------------------- | ----------------- | ---------------------------------- |
| Ane Dahl Torp        | Helena Mikkelsen  | Entrenadora del Varg IL            |
| Morten Svartveit     | Espen Eide        | Director general del Varg IL       |
| Bjarte Hjelmeland    | Bjørn O. Tangsrud | Patrocinador principal del Varg IL |
| Emma Bones           | Camilla Mikkelsen | Filla de l'Helena Mikkelsens       |
| Even Vesterhus       | Steffen           | Xicot de la Camilla Mikkelsen      |
| John Carew           | Michael Ellingsen | Futbolista del Varg IL             |
| Axel Bøyum           | Adrian Austnes    | Futbolista del Varg IL             |
| Rolf Kristian Larsen | Eivind Brattskjær | Futbolista del Varg IL             |
| Nader Khademi        | Mons Kilanger     | Futbolista del Varg IL             |
| Michael Stilson      | Michael Stilson   | Futbolista del Varg IL             |
| Endre Synnes Hagerup | Nils              | Amic de la Camilla i de l'Adrian   |
| Mads Ousdal          | Eirik Austnes     | Pare de l'Adrian                   |

## Episodis
| #  | Títol                  | Data d'emissió     | Durada |
| -- | ---------------------- | ------------------ | ------ |
| 1  | "Den som vil det mest" | 4 de març de 2018  | 49 min |
| 2  | "Steikje bra"          | 4 de març de 2018  | 52 min |
| 3  | "Debutantar"           | 11 de març de 2018 | 51 min |
| 4  | "Medgangssupportare"   | 18 de març de 2018 | 52 min |
| 5  | "Fair Play"            | 25 de març de 2018 | 48 min |
| 6  | "Ingen kommentar"      | 1 d'abril de 2018  | 54 min |
| 7  | "Deadline Day"         | 8 d'abril de 2018  | 54 min |
| 8  | "Straffeskyttarane"    | 15 d'abril de 2018 | 52 min |
| 9  | "Over streken"         | 22 d'abril de 2018 | 59 min |
| 10 | "The Great Escape"     | 29 d'abril de 2018 | 50 min |